# Eriopyga cuprina
Eriopyga cuprina là một loài bướm đêm trong họ Noctuidae.